# Srečna mladina (album, Niet)
Srečna mladina je debitantski album skupine Niet, ki je izšel septembra 1984 pri založbi Galerija ŠKUC v nakladi pičlih 200 izvodov v obliki kasete. Velja za največkrat presneti slovenski album. Čez čas je dosegel kultni status in konec julija 2015 tako ponovno izšel pri švedski založbi Ne! Records. Ta različica albuma vsebuje še bonus skladbe »Lep dan za smrt«, »Vijolice« in »Heroj«.
Za pesem "Depresija" je bil posnet tudi videospot.

## Seznam pesmi
Vse pesmi in vsa besedila je napisal Igor Dernovšek, razen kjer je posebej navedeno.
| Stran A | Stran A              | Stran A                     | Stran A               | Stran A |
| Št.     | Naslov               | Besedilo                    | Glasba                | Dolžina |
| ------- | -------------------- | --------------------------- | --------------------- | ------- |
| 1.      | „Depresija‟          | Primož Habič • Rok Sieberer | Habič • Robert Ristić | 3:46    |
| 2.      | „Izobčeni‟           |                             | Habič                 | 2:46    |
| 3.      | „Ritem človeštva‟    | Sašo Jovanovski             |                       | 2:26    |
| 4.      | „Perspektive‟        |                             | Habič                 | 2:10    |
| 5.      | „Strah‟              | Habič                       | Habič                 | 2:06    |
| 6.      | „Depresija‟ (v živo) | Habič • Sieberer            | Habič • Ristić        | 3:33    |

| Stran B | Stran B                | Stran B | Stran B |
| Št.     | Naslov                 | Glasba  | Dolžina |
| ------- | ---------------------- | ------- | ------- |
| 7.      | „Umiranje‟             |         | 0:50    |
| 8.      | „Srečna mladina‟       | Habič   | 0:45    |
| 9.      | „Zastave‟              |         | 0:50    |
| 10.     | „Melanholija‟          | Habič   | 1:41    |
| 11.     | „Petek zvečer‟         |         | 0:52    |
| 12.     | „Sranje‟               | Habič   | 1:11    |
| 13.     | „Ni izhoda‟            |         | 0:45    |
| 14.     | „Frustracije‟          |         | 1:12    |
| 15.     | „Umiranje‟ (v živo)    |         | 0:55    |
| 16.     | „Melanholija‟ (v živo) | Habič   | ???     |
| 17.     | „Sranje‟ (v živo)      | Habič   | ???     |
| 18.     | „Izobčeni‟ (v živo)    | Habič   | ???     |

## Sodelujoči
- Primož Habič — vokal
- Igor Dernovšek — kitara
- Aleš Češnovar — bas kitara
- Rok Plešnar — bobni (pesmi št. 11−15)
- Tomaž Bergant – Brehta — bobni (pesmi št. 1, 7−10)
- Tomaž Dimnik — bobni (pesmi št. 2−6, 16−18)
- Robert Likar - solo kitara
- Borut Činč - klaviature
- Tanja Ukmar — vokal